# ウラル工科大学

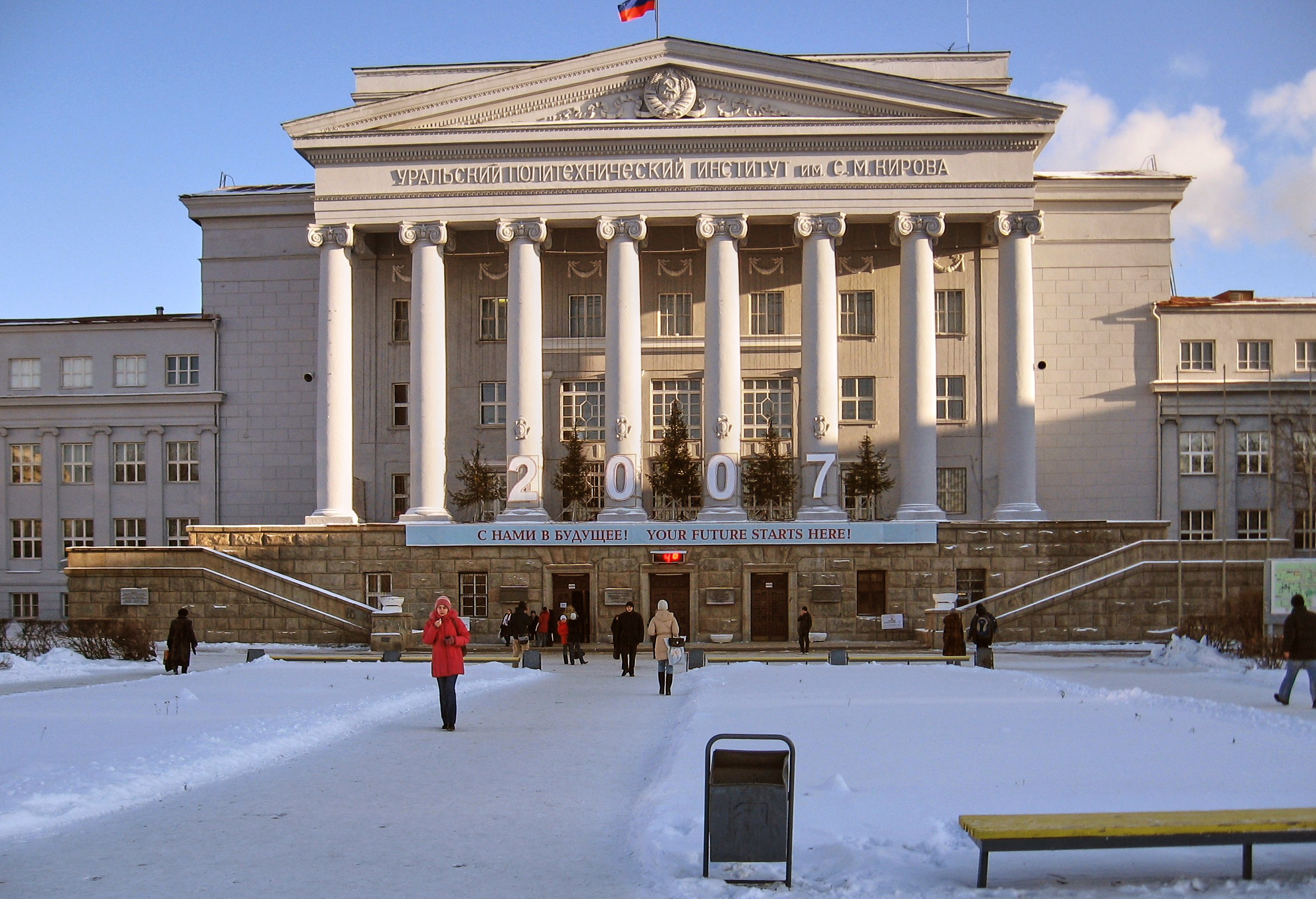
ウラル工科大学本館

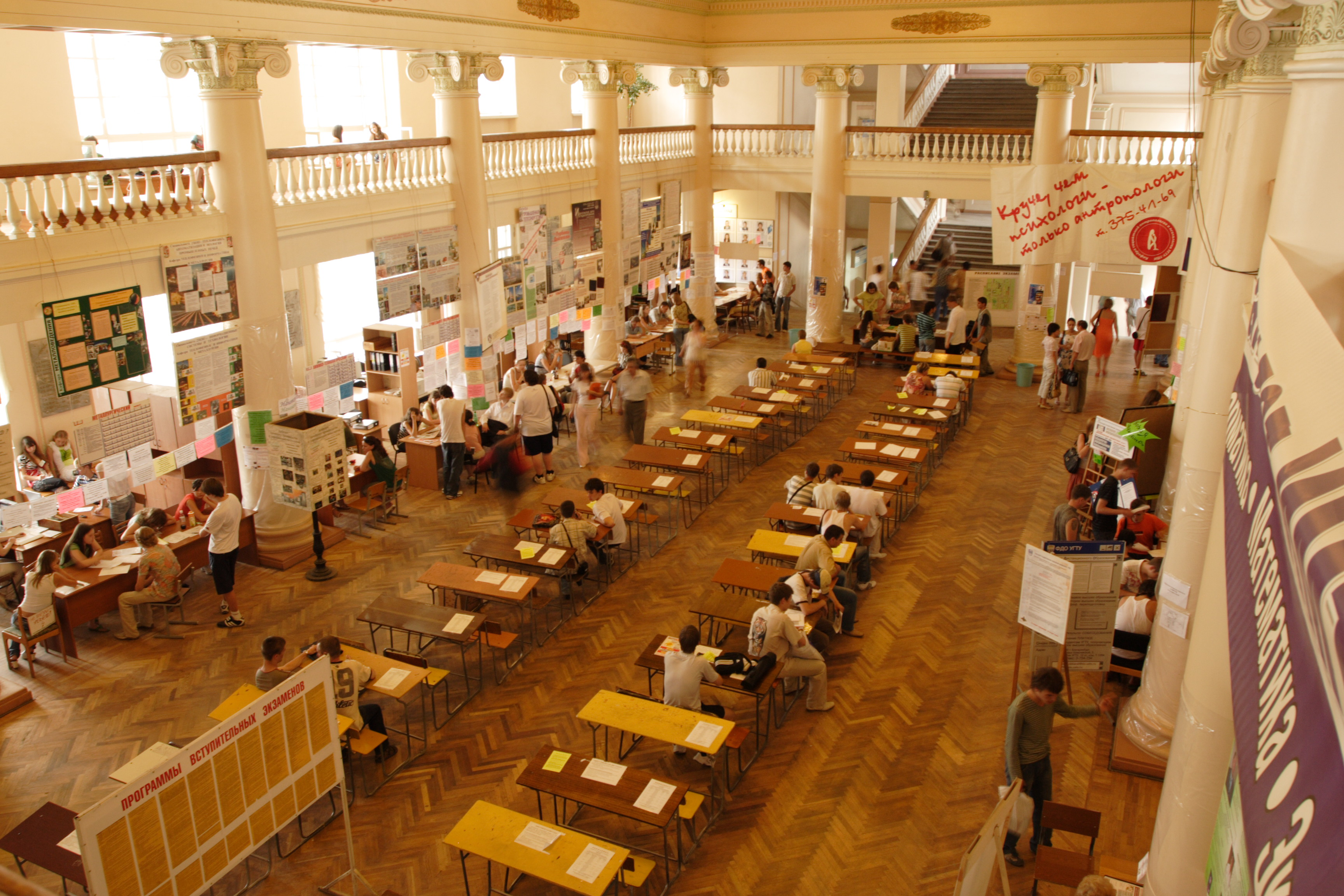

ウラル工科大学（ロシア語: Уральский государственный технический университет、英語: Ural State Technical University）は、ロシアのエカテリンブルクにある大学。略称УГТУまたは、УПИ、USTU。ロシアにおける工科、技術系の高等教育機関中、最大の規模を誇る。ウラル地方における経済・産業と緊密な関係を持つ。2010年にウラル国立大学と合併して、ウラル連邦大学と呼ばれている。

## 概要・歴史
1920年創設。ウラル工科大学は、スターリンによる五カ年計画から理工系エリートの養成がされていた時代に高等教育機関として拡充されていった。ウラル地方の産業および企業の要求に対して新しい技術の開発と技師提供の両面で貢献を果たしてきた。
1940年代に入ると、第二次世界大戦開戦当初は、慢性的な人員不足に襲われるが、ナチス・ドイツがロシアに侵攻するとウラル以東に企業、工場が疎開したため、これによってウラル工科大学も大きな刺激を受けることとなった。
結果として独ソ戦によって、大学が養成した技術者が軍需産業を中心として産業分野を支え、大学は軍事産業との緊密な関係を維持することとなる。ソビエト経済は、スターリン時代に相次ぐ五カ年計画によって重工業を中心に発展し、これに伴い、ウラル工科大学も拡大の一途をたどった。しかし、1991年ソ連崩壊後、経済危機のために大学は運営のための資金不足に悩ませられた。しかし、大学は従来からのウラル地方の企業とビジネス上の関係を維持・確立することによって、1990年代半ばには、大学運営の資金を調達することに成功した。
現在、ウラル工科大学は2170名の研究者、教授を擁し、学生の総数は2万3100名にも及ぶ。国内におけるウラル工科大学を卒業した第一級の技術者は約3000人といわれる。また、ロシア国内の他の大学との競合に打ち勝つため、エカテリンブルクの他大学との間で統合を計画していたが、2010年にウラル国立大学と対等合併して連邦大学となり、ウラル連邦大学と呼ばれている。

## 学部
- 金属工学部
- 化学工学部
- 建築工学部
- 土木工学部
- 応用物理学部
- 無線工学部
- 電気工学部
- 石油工学部
- 機械工学部
- 経済学・マネジメント学部
- 軍事学部
- 体育・人文科学・継続教育（生涯教育）学部

## 出身者
- ボリス・エリツィン - ロシア大統領
- アルカジー・チェメトスキー - エカテリンブルク市長
- ニコライ・ルイシコフ - ソビエト連邦首相
- ニコライ・クズネツォフ (スパイ) - 第2次世界大戦時のソビエト連邦諜報部員